# Тереј
Тереј (грч. Τηρεύς) (лат. Tereus) је трачки краљ, савезник краља Пандиона и муж његове кћерке Прокне.

## Митологија
Тереј се оженио са Прокном зато што је њеном оцу, краљу Пандиону, помогао да порази варваре који су опсели Атину. Тереј је Прокну одвео у Тракију, а после пет година срећног брака, она га је замолила да у госте позове њену сестру Филомелу, која је остала да живи у Атини. Тереј је прихватио молбу своје жене, и бродовима кренуо по Филомелу у Атину.
Када је Тереј, стигавши у Атину, угледао Филомелу, која се од њиховог последњег виђења развила у предивну девојку, одмах се заљубио у њу и страсно је пожелео. Своје жеље је успео сакрити док је био у палати код краља Пандиона, и успео га је убедити да допусти својој кћерци да оде у посету код своје сестре. Ни у току путовања бродом, Тереј није ништа покушавао, али чим су стигли у Тракију, одвео је Филомелу у шуму и тамо је покушао обњубити. Филомела је успела да се одбрани, а тада је Тереј затворио у пастирску колибу, да би је силом натерао да буде са њим. 
Прокни је рекао да јој је сестра умрла, а када се после извесног времена вратио у колибу, наишао је на још већи отпор Филомеле, а она му је још и рекла да ће пронаћи начин да све обелодани помоћу ветра који ће пренети њене речи широм земље и неба. Да би је спречио у томе, Тереј јој је одсекао језик, али је Филомела пронашла у колиби разбој за ткање и исткала покривач. и на њему вест о свему шта јој се догодило. Случај јој је помогао да њен прекривач доспе до њене сестре Прокне, која је искористила Бахусове свечаности и, доспевши до пастирске колибе, ослободила своју сестру.
Прокна је кришом довела Филомелу у Терејеву палату, и тамо су сковале план о страшној освети. Била је то најстрашнија освета какву је могла жена и мајка да измисли - Прокна је убила свог сина кога је Тереј веома волео, и уз Филомелину помоћ припремила га за вечеру своме мужу. када се Тереј најео, прокна му је рекла каквим се месом управо погостио. Тереј је, у бесу насрнуо на Прокну мачем, а тада богови казнише тереја и претворише га у птицу кукавицу, Филомелу у ласту, а Прокну у славија, којем је заувек остала на грудима мрља црвена од крви. 